# Brunnenhaus (Wessobrunn)

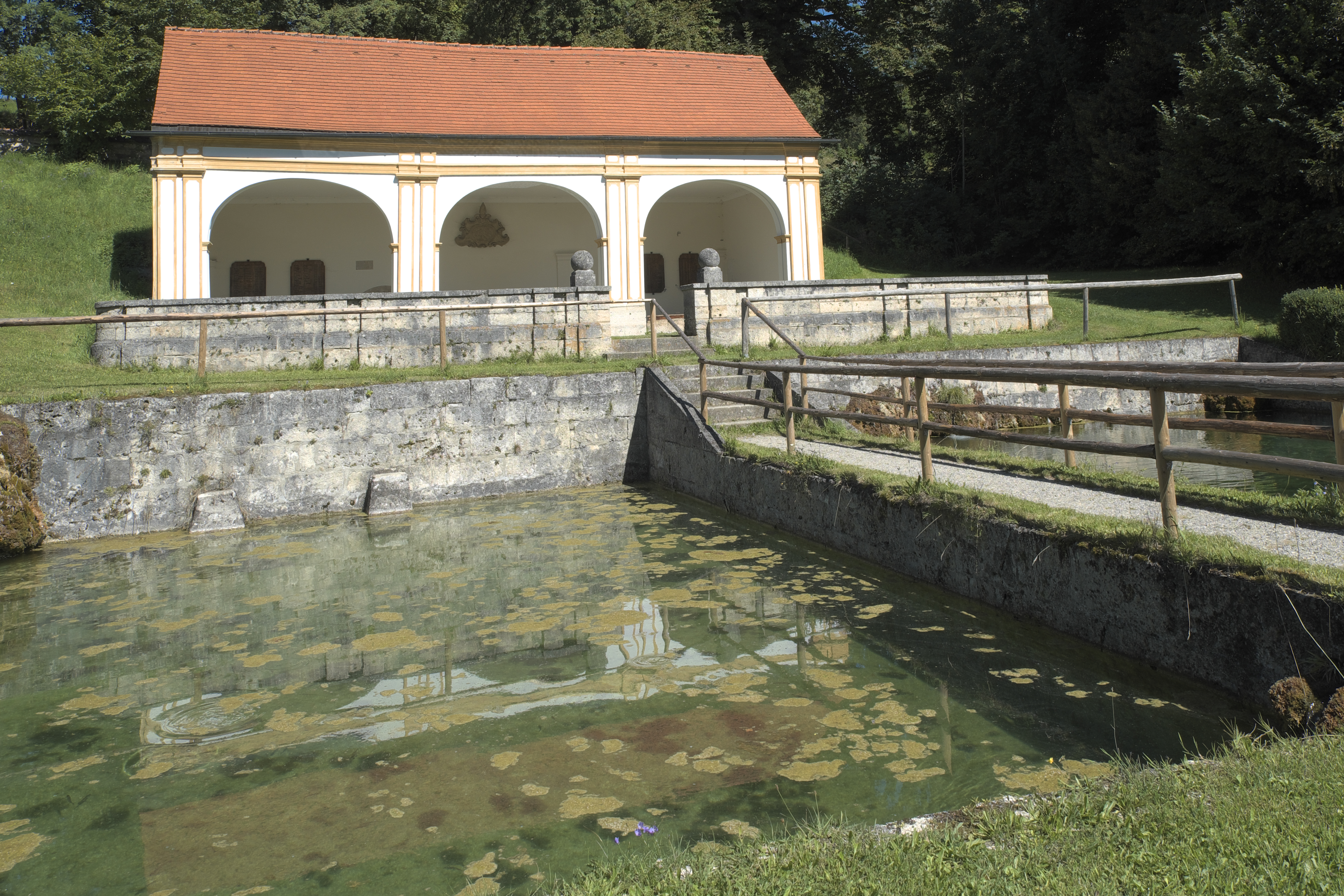
Brunnenhaus in Wessobrunn

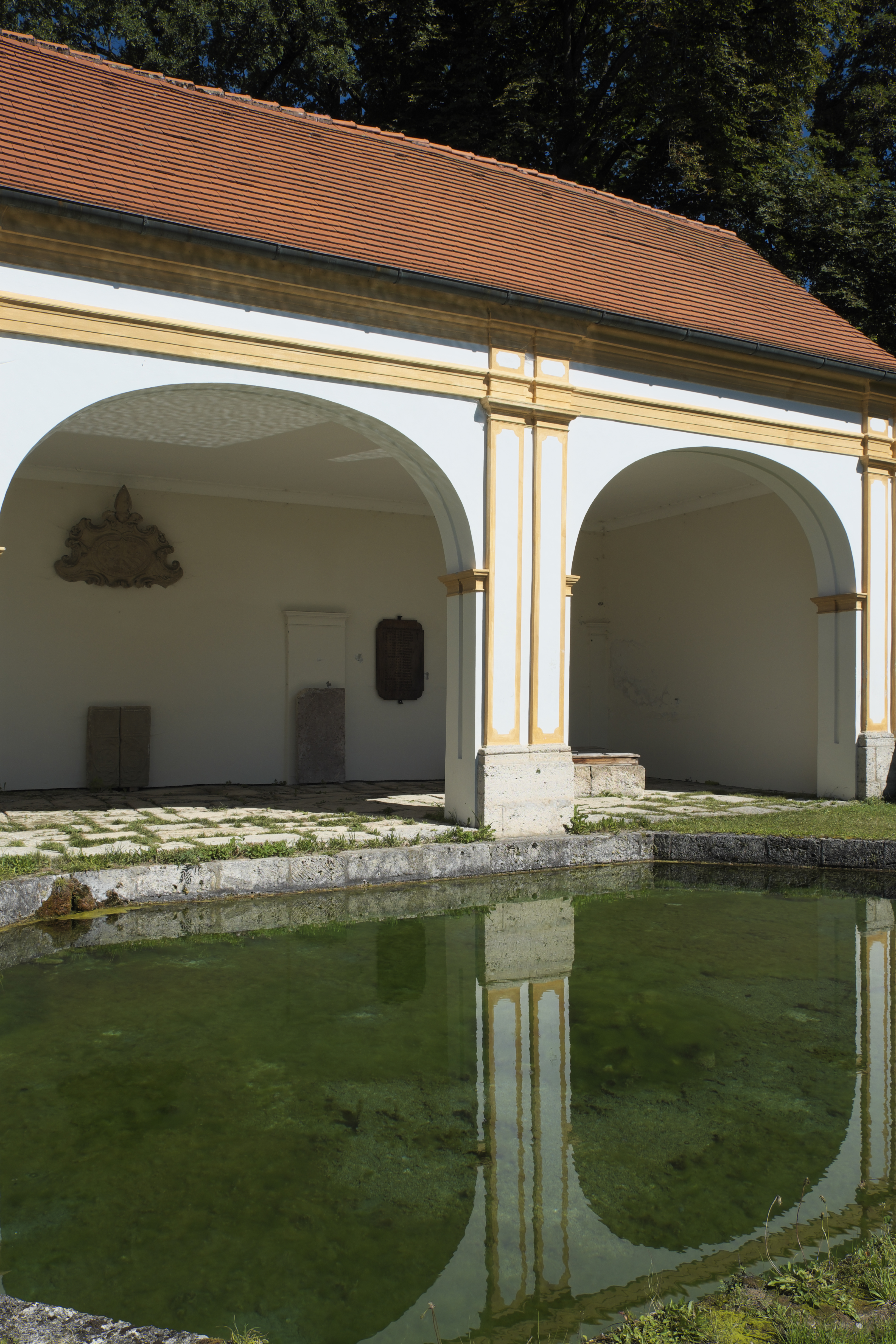
Detail

Das Brunnenhaus des ehemaligen Klosters in Wessobrunn, einer Gemeinde im oberbayerischen Landkreis Weilheim-Schongau, wurde 1735 errichtet. Das Brunnenhaus am Klosterhof 12 ist ein geschütztes Baudenkmal.
Das Brunnenhaus mit Satteldach besitzt drei Quellbecken. Das Bauwerk in der Art einer Loggia wird durch Doppelpilaster und drei Arkaden gegliedert. Die Quellbecken sind massiv eingefasst. Das Brunnenhaus wurde vermutlich vom Baumeister und Stuckateur Joseph Schmuzer erbaut.